# Kurikka
För andra betydelser, se Kurikka (olika betydelser).
Kurikka är en stad och en kommun i landskapet Södra Österbotten. Kurikka har 20 197 invånare och har en yta på 1 743,86 km². Kurikka är enspråkigt finskt.

## Historia
Under 1800-talet grundades metall- och träindustri i Kurikka. Kurikka blev självständigt 1868 och blev en köping 1966. 1977 fick Kurikka stadsprivilegier. 1 januari 2009 ingick Jurva kommun i Kurikka.
Den 1 januari 2016 förenades Jalasjärvi med Kurikka.

## Geografi
Kurikka bestod före kommunsammanslagningarna 2009 och 2016 av 23 byar: Hakuni, Juonenkylä, Kakkuri, Kamppi, Keskusta, Korvenkylä, Laulaja, Levi, Lohiluoma, Luomainkylä, Luopa, Lusankylä, Mieto, Myllykylä, Oppaanmäki, Panttila, Pitkämönkylä, Polvenkylä, Syvänojankylä, Säntti, Tuiskula, Varpahaiskylä och Viitala.

## Politik

### Mandatfördelning i Kurikka kommun, valen 1976–2021
| 4 | 7 | 14 |  | 9 |

| 4 | 7 | 14 |  | 9 |

| 3 | 7 |  | 14 |  | 9 |

| 2 | 7 |  | 16 |  | 8 |

| 2 | 8 | 16 |  | 8 |

|  | 8 | 17 |  | 8 |

|  | 8 | 17 | 2 | 7 |

|  | 7 |  | 17 |  | 8 |

| 21 | 14 |

| 2 | 8 | 3 | 16 | 2 | 12 |

| 27 | 16 |

| 2 | 6 | 7 | 16 |  | 11 |

| 27 | 16 |

|  | 5 | 2 | 4 | 19 | 2 | 10 |

| 32 | 11 |

|  | 4 |  | 8 | 17 |  | 11 |

| 32 | 11 |

### Vänorter
- Ockelbo, Sverige
- Melhus, Norge
- Holmegaard, Danmark

## Ekonomi och infrastruktur

### Näringsliv
Största arbetsgivare är Rautaruukki Oy (tidigare Velsa, tillverkning av förarhytter till arbetsmaskiner), med över 400 anställda, samt Pohjanmaan Kaluste Oy (möbeltillverkning) som har över 100 anställda. Cirka 50% arbetar inom tjänstesektorn medan 10% av den arbetsföra befolkningen är sysselsatt inom jord- och skogsbruk.

### Kommunikation
Kurikka gränsar till kommunerna Ilmola, Jalasjärvi, Laihela, Malax och Östermark samt städerna Kauhajoki och Närpes. Närmaste större städer är Seinäjoki (37 km från Kurikka) och Vasa (96 km). Genom Kurikka löper riksväg 3 som går från Helsingfors till Vasa samt stamväg 67 som går från Seinäjoki till Kaskö. Det går även en järnväg genom Kurikka men den används numera endast för godstrafik. Persontrafiken upphörde 1968.

## Demografi

### Befolkningsutveckling
| Befolkningsutvecklingen i Kurikka stad 1975–2020                                                             | Befolkningsutvecklingen i Kurikka stad 1975–2020 | Befolkningsutvecklingen i Kurikka stad 1975–2020 | Befolkningsutvecklingen i Kurikka stad 1975–2020 | Befolkningsutvecklingen i Kurikka stad 1975–2020 |
| --- | ------------------------------------------------ | ------------------------------------------------ | ------------------------------------------------ | ------------------------------------------------ |
| |                                                  |                                                  |                                                  |                                                  |
| År |                                                  |                                                  | Folkmängd                                        |                                                  |
| 1975 | 1975                                             |                                                  | 27 055                                           |                                                  |
| 1980 | 1980                                             |                                                  | 27 208                                           |                                                  |
| 1985 | 1985                                             |                                                  | 27 312                                           |                                                  |
| 1990 | 1990                                             |                                                  | 26 566                                           |                                                  |
| 1995 | 1995                                             |                                                  | 25 871                                           |                                                  |
| 2000 | 2000                                             |                                                  | 24 406                                           |                                                  |
| 2005 | 2005                                             |                                                  | 23 650                                           |                                                  |
| 2010 | 2010                                             |                                                  | 22 811                                           |                                                  |
| 2015 | 2015                                             |                                                  | 21 734                                           |                                                  |
| 2020 | 2020                                             |                                                  | 20 456                                           |                                                  |
| Anm: Uppgifterna avser förhållandena den 31 december nämnda år enligt områdesindelningen den 1 januari 2022. |                                                  |                                                  |                                                  |                                                  |

### Språk
Befolkningen efter språk (modersmål) den 31 december 2022. Finska, svenska och samiska räknas som inhemska språk då de har officiell status i landet. Resten av språken räknas som främmande. För språk med färre än 10 talare är siffran dold av Statistikcentralen på grund av sekretesskäl.
| Språk                        | Talare 2022-12-31 | Talare 2022-12-31 |
| Språk                        | Antal             | Andel (%)         |
| ---------------------------- | ----------------- | ----------------- |
| Hela befolkningen            | 19 890            | 100,0             |
| Inhemska språk totalt        | 19 507            | 98,1              |
| Finska                       | 19 422            | 97,6              |
| Svenska                      | 85                | 0,4               |
| Främmande språk totalt       | 383               | 1,9               |
| Estniska                     | 75                | 0,4               |
| Ukrainska                    | 64                | 0,3               |
| Thailändska                  | 45                | 0,2               |
| Ryska                        | 39                | 0,2               |
| Ungerska                     | 37                | 0,2               |
| Albanska                     | 14                | 0,1               |
| Bulgariska                   | 11                | 0,1               |
| Språk med färre än 10 talare | 98                | 0,5               |

|  | Finska (97,6 %) |

|  | Svenska (0,4 %) |

|  | Främmande språk (2 %) |

|  | Finska (97,6 %) |

|  | Svenska (0,4 %) |

|  | Främmande språk (2 %) |

## Kända personer från Kurikka
- Arsi Harju, friidrottare
- Juha Mieto, skidåkare och politiker
- Jorma Ollila, koncernchef för Nokia 1992-2006 och styrelseordförande i Shell 2006-2015, växte upp i Kurikka.
- Samuli Paulaharju, etnograf och författare
- Jyrki Ponsiluoma, svensk längdskidåkare

## Bilder

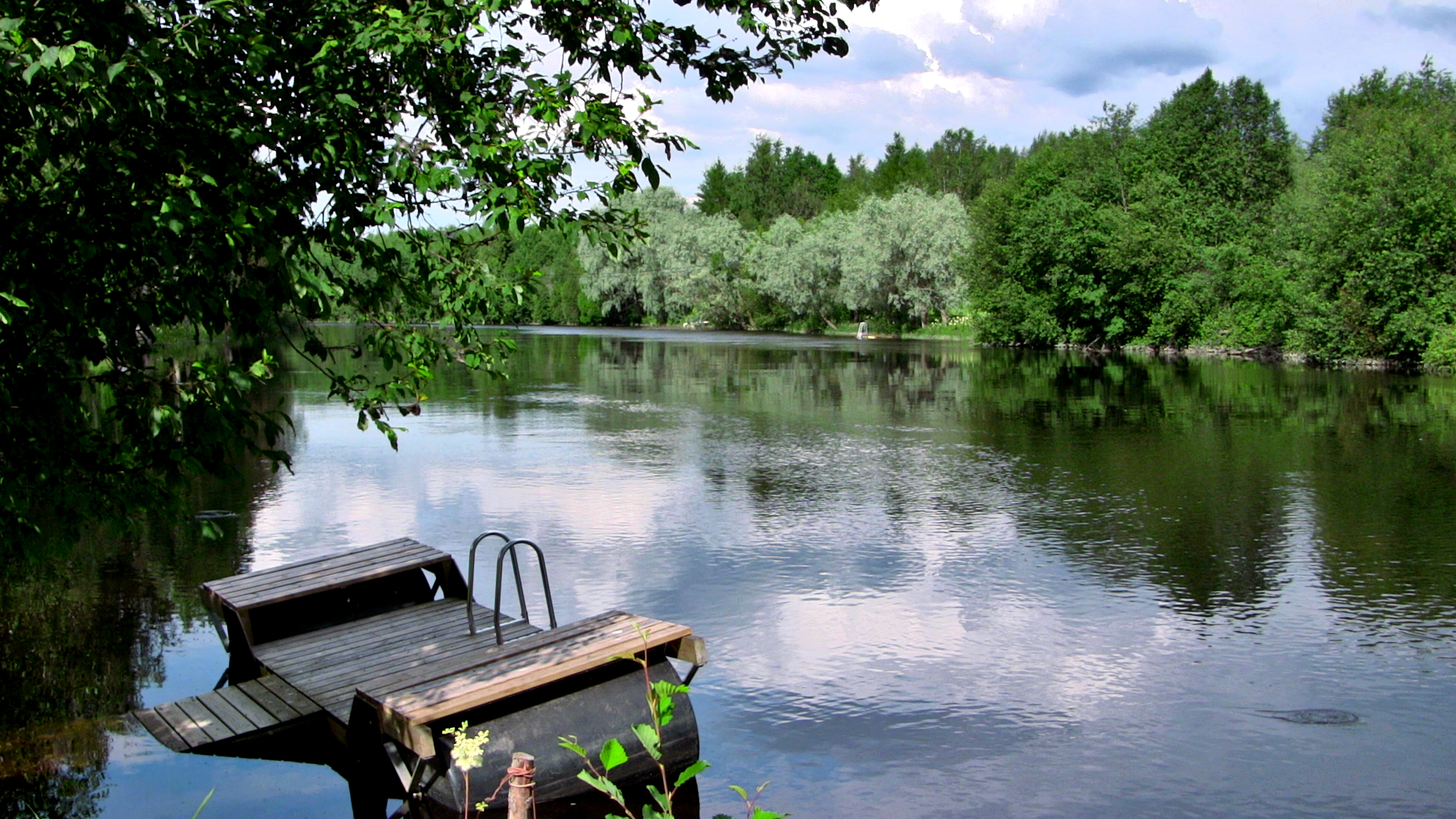
Kyro älv i Kurikka
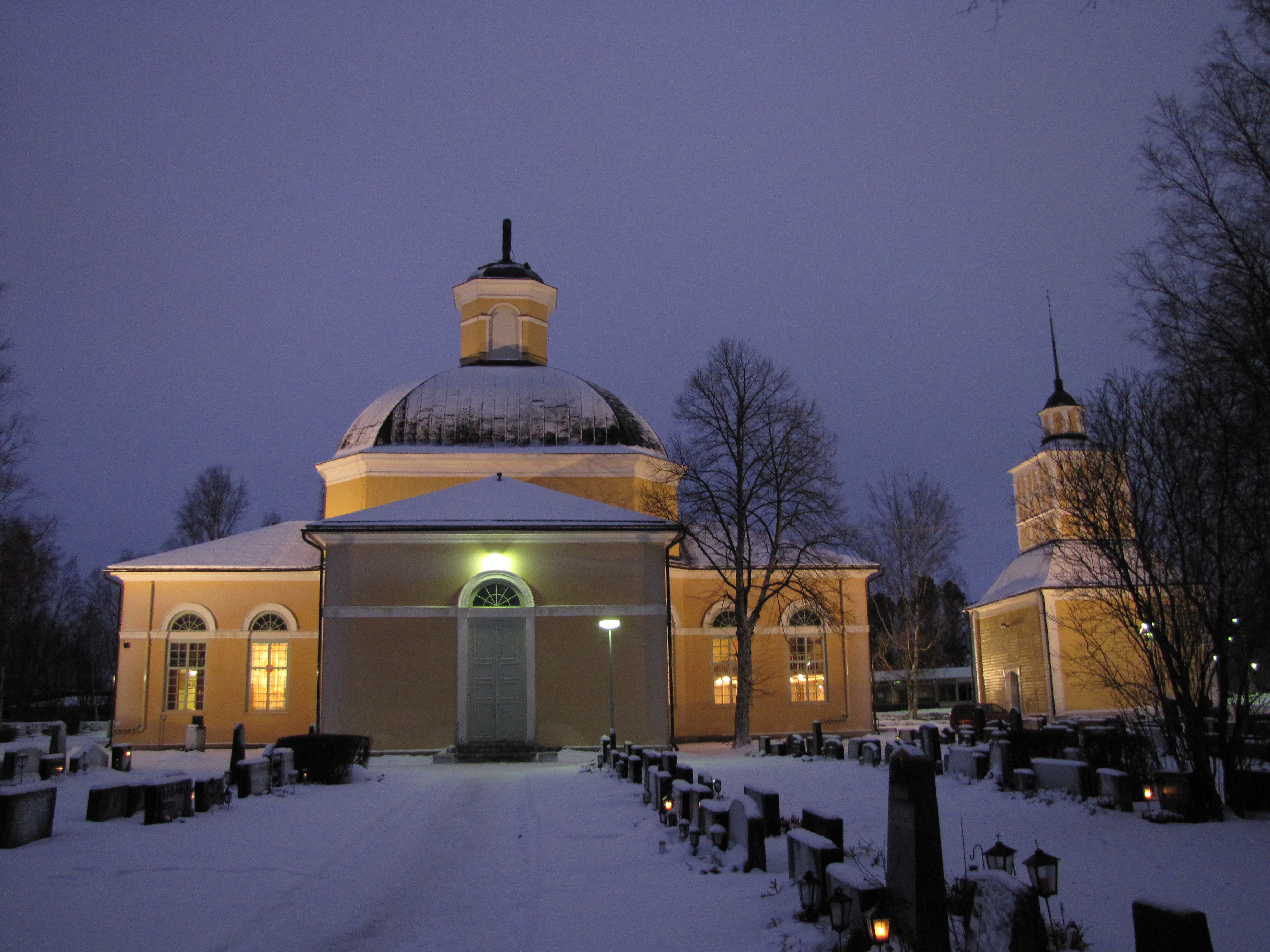
Kurikka kyrka